# Leontina de Cabral Hogan
Maria Leontina Mendes Ferreira Cabral Hogan, mais conhecida por Leontina de Cabral Hogan, nome que usava e apelidada pelos amigos de Leo (Santa Maria Maior, Funchal, 6 de janeiro de 1886 — Benfica, Lisboa, 18 de janeiro de 1943), foi uma médium, espírita, espiritualista e activista feminista portuguesa.

## Biografia
Leontina nasceu no Funchal, no seio de uma família abastada da burguesia madeirense, filha do proprietário João Ferreira Cabral e de sua mulher Virgínia Maria Mendes. Ainda jovem, veio residir para Lisboa.
A 21 de julho de 1911, em Lisboa, casa com o seu primeiro marido, o secretário-geral do Governo Civil de Lisboa, Carlos Olavo Correia de Azevedo Júnior, que era seu primo-direito, de quem se divorciou em 1921.
Em 1925, integra o movimento espírita português, formado a partir do I Congresso Espírita Português, sendo membro integrante da Federação Espírita Portuguesa. Médium de incorporação e vidente, foi através das suas faculdades que, alegadamente, José Augusto Feure da Rosa viu confirmada a certeza da "vida que continua", na busca por comunicação com a sua falecida filha Noémia.
A 28 de fevereiro de 1934, casa com o seu segundo marido, o Oficial da Armada Portuguesa e pintor, Álvaro Navarro Hogan (1879-1950), de ascendência irlandesa, filho de Ricardo Possolo Hogan de Mendonça e Albertina de Almeida Navarro. Não consta que tenha tido filhos.
De fevereiro de 1936, constam no Arquivo Municipal Alfredo Pimenta, duas cartas suas dirigidas ao poeta e escritor Alfredo Pimenta, numa das quais disserta sobre viver guiada pelo coração e, na outra, pede a Alfredo Pimenta que a elucide sobre "a divisão da religião cristã nos diferentes dogmas estabelecidos".
Leontina de Cabral Hogan foi uma aficcionada da Literatura. Sócia e membro proeminente do Conselho Nacional das Mulheres Portuguesas desde 1938, organização feminista, dedicada à defesa dos direitos sociais e políticos das mulheres, Leontina de Cabral Hogan foi integrante, entre 1940 até à sua morte, da Secção de Literatura, com as activistas Etelvina Lopes de Almeida, Maria da Luz de Deus, Maria Lamas, Maria da Luz Albuquerque e Teresa Leitão de Barros, tendo sido presidente da mesma secção em 1942 e presidente do Conselho fiscal da mesma organização entre 1940 e 1942.
Vê cessadas as suas funções a 18 de janeiro de 1943, dia em que falece, aos 57 anos, vítima de asma brônquica, doença de que padecia, na sua casa, o número 5-A da Estrada dos Soeiros, em Benfica. É sepultada em jazigo de família, no Cemitério do Alto de São João, em Lisboa. Na edição de janeiro/fevereiro de 1943 da revista portuguesa Estudos Psíquicos, pode ler-se: "Possuía distinção inconfundível onde não se descobria o mínimo artifício. Da sua expressão irradiava qualquer coisa de espiritual que realçava e velava a sua graça de mulher. Afável e despretensiosa, inteligente e culta, a sua conversação prendia quem escutava."